# Kristof Goddaert
Kristof Goddaert (ur. 21 listopada 1986 w Sint-Niklaas, zm. 18 lutego 2014 roku w
Antwerpii) – belgijski kolarz szosowy.

## Kariera
Zawodową karierę rozpoczął w 2008 roku w zespole Topsport Vlaanderen. Następnie jeździł w drużynach Ag2r-La Mondiale (2010–2012) i IAM Cycling (od 2013). Specjalizował się w wyścigach jednodniowych. Jego największymi sukcesami było zwycięstwo na trzecim etapie w wyścigu Tour de Wallonie w 2011 roku oraz wicemistrzostwo Belgii w wyścigu ze startu wspólnego w 2012 roku.
18 lutego 2014 roku zginął w wypadku drogowym podczas treningu w okolicy Antwerpii, po tym jak na przejeździe tramwajowym upadł i wpadł pod koła jadącego za nim autobusu.

## Najważniejsze osiągnięcia
- 2007
  - 3. miejsce w Nationale Sluitingsprijs
- 2008
  - 2. miejsce w Tour de Vendée
  - 4. miejsce w Omloop van de Vlaamse Scheldeboorden
  - 5. miejsce w Memorial Rik Van Steenbergen
  - 9. miejsce w Paryż-Tours
- 2009
  - 3. miejsce w Brussels Cycling Classic
  - 7. miejsce w Memorial Rik Van Steenbergen
  - 7. miejsce w Münsterland Giro
  - 7. miejsce w Omloop van het Houtland
- 2010
  - 1. miejsce na 3. etapie Tour de Wallonie
  - 5. miejsce w Le Samyn
- 2011
  - 8. miejsce w Gandawa-Wevelgem
- 2012
  - 2. miejsce w wyścigu ze startu wspólnego na Mistrzostwach Belgii
  - 5. miejsce w Tro Bro Leon
  - 7. miejsce w Halle–Ingooigem
- 2013
  - 7. miejsce w Grote Prijs Wase Polders
  - 8. miejsce w Tour de l'Eurometropole